# Cuckoldillo episcopalis
Cuckoldillo episcopalis är en kräftdjursart som beskrevs av Lewis 1998. Cuckoldillo episcopalis ingår i släktet Cuckoldillo och familjen Armadillidae. Inga underarter finns listade i Catalogue of Life.